# Golfo de Riga

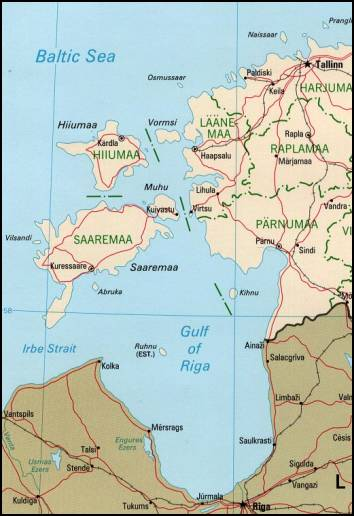
Golfo de Riga

O golfo de Riga fica situado entre a Letónia e a Estónia, na costa oriental do mar Báltico, com 160 km de norte a sul, 96 km de largura, profundidade baixa e pouca salinidade. Na entrada encontra-se a ilha de Saaremaa.